# Sefid Sang
Sefīd Sang (farsi سفیدسنگ) è una città dello shahrestān di Fariman, circoscrizione di Qalandarabad, nella provincia del Razavi Khorasan in Iran. Aveva, nel 2006, una popolazione di 4.894 abitanti. 